# Reinout Bussemaker
Reinout Bussemaker (Leiden, 1959) is een Nederlands acteur. Hij zat eerst een jaar op de Toneelschool Maastricht, maar studeerde in 1986 af aan de toneelschool in Arnhem. In 1993 had hij een van de hoofdrollen in de Nederlandse versie van Dynasty, de Diamant.

## Filmografie
- 1982 - De boezemvriend
- 1983 - De vierde man - Eerste echtgenoot
- 1992 - Medisch Centrum West - Peter Nieveld
- 1992 - Goede tijden, slechte tijden - Steef van Woerkom
- 1992 - In de Vlaamsche Pot - Diederik
- 1993-1994 - Diamant - Anton van Tellingen
- 1993 - Pleidooi - Fred
- 1993 - De kleine blonde dood - Harold
- 1995 - Antonia - Simon
- 1996 - De jongen die niet meer praatte - Politieagent
- 1997 - Sterker dan drank - Job de Vries
- 1997 - Baantjer - Peter Conrad
- 1997-1998 - Unit 13 - Den Dolder
- 1998 - Temmink: The Ultimate Fight - Mijnheer Bakker
- 2001 - DOK 12 - Harry Simons
- 2001-2002 - Rozengeur & Wodka Lime - Rogier Eijkhoff
- 2002 - IC - Hans Blaauw
- 2002 - Baantjer - Joop Wielenga
- 2003 - De ordening - Emiel
- 2004 - 06/05 - Volkert van der G.
- 2005 - Gooische Vrouwen - Sybolt
- 2006 - Keyzer & De Boer Advocaten
- 2006 - Don - Vader van Don
- 2006 - Dalziel and Pascoe
- 2007 - Flikken Maastricht - AT-commandant
- 2008 - Spoorloos verdwenen - Thomas Bremer
- 2009 - Storm - Carl Mathijsen
- 2009 - 13 in de oorlog - Gerard de Vries (afl. De bezetting)
- 2010 - De co-assistent - Dr. Mertens
- 2010 - Penoza - Bob de Baas
- 2011 - Onder ons - Anton
- 2011 - Doctor Cheezy - Rob
- 2012 - Doodslag - Officier van justitie
- 2012 - Lijn 32 - Thomas de Zwart
- 2012 - Achtste-groepers huilen niet - Vader Akkie
- 2013 - De Prooi - Rijnhard van Tets
- 2014 - Mord mit Aussicht – Frites speciaal - Reinout Bussemaker
- 2015 - Noord Zuid - Wouter
- 2015 - The Paradise Suite - Jack
- 2015 - Tessa - Tom Poitiers
- 2016 - Flikken Rotterdam - Vertegenwoordiger Verzekering
- 2016 - Vlucht HS13 - Erik Kraamer
- 2017 - De 12 van Oldenheim - Frits Veldhoven
- 2017 - Moordvrouw - Theo Groothof
- 2018 - Suspects - Evert Scheffers (afl. Pedofiel)
- 2019 - Flikken Maastricht - Pascal Bodet (afl. Dagboek)
- 2020 - Commando's - Cor Kramer
- 2021 - De Sterfshow - buurman Anton
- 2021 - Captain Nova - generaal

## Stemacteur
- 1986 - De Smurfen - Greintje (Scruple)